# Bosch (cràter)
Bosch és un petit cràter d'impacte situat prop del Pol Nord de la Lluna. Està situat just al nord-est del cràter Rojdéstvenski W.

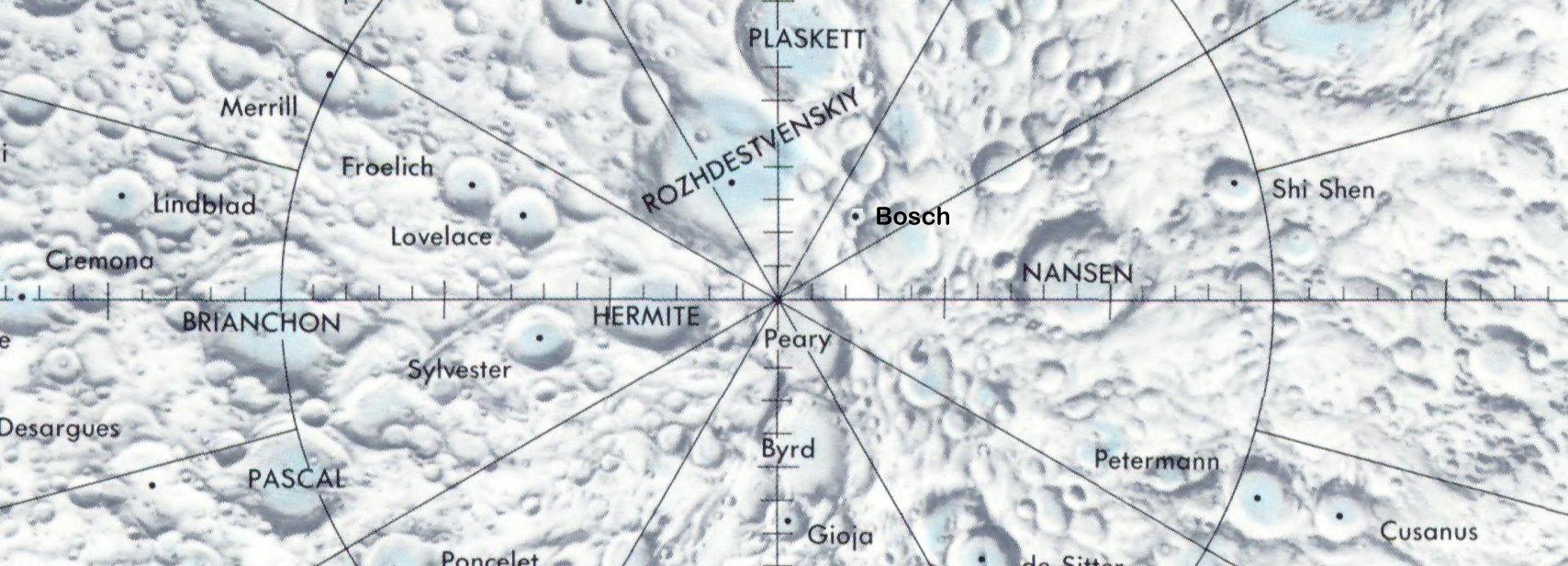
Localització de Bosch (per sobre del centre de la imatge)

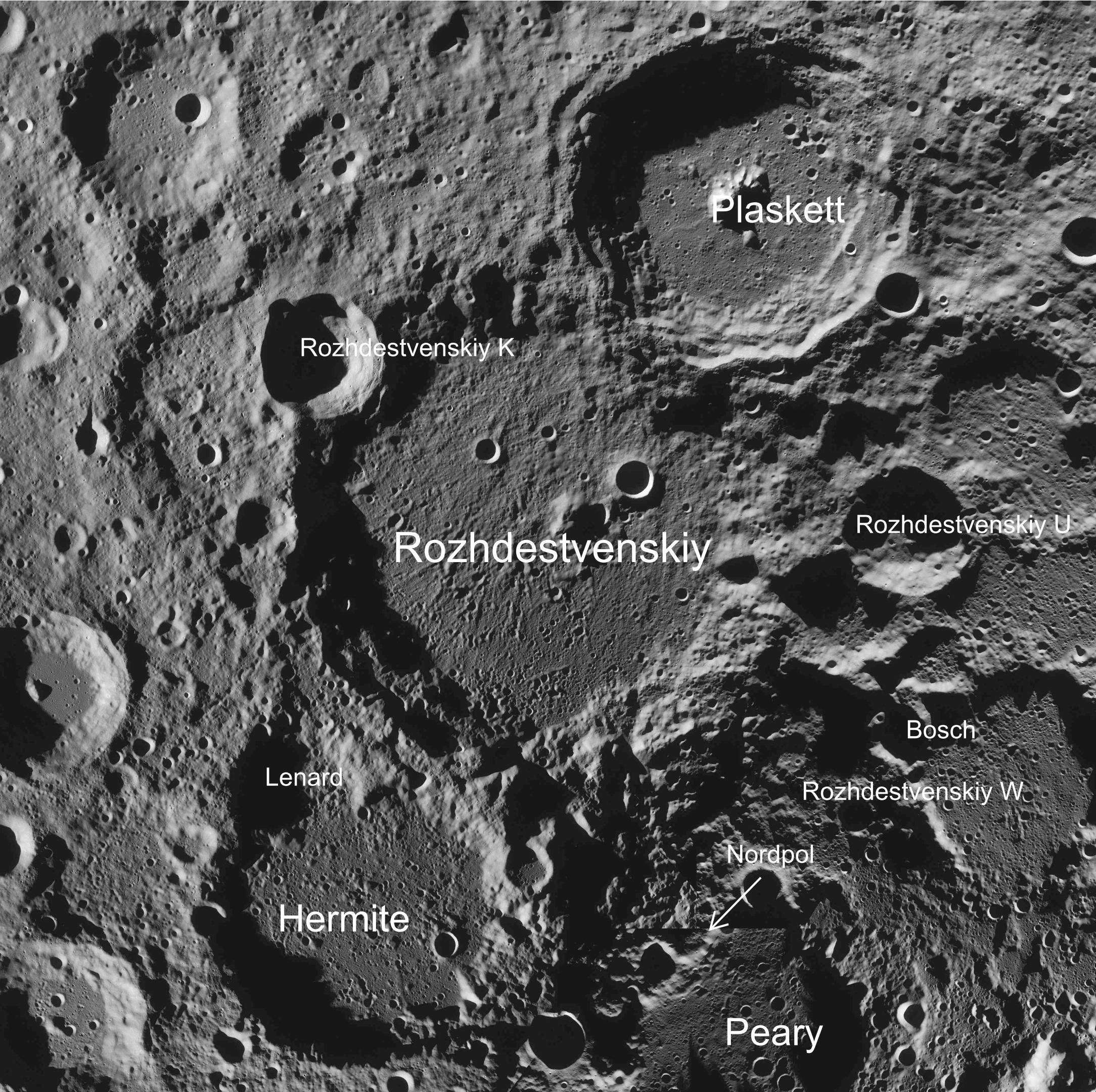
Bosch, en el quadrant inferior dret de la fotografia (missió LRO)

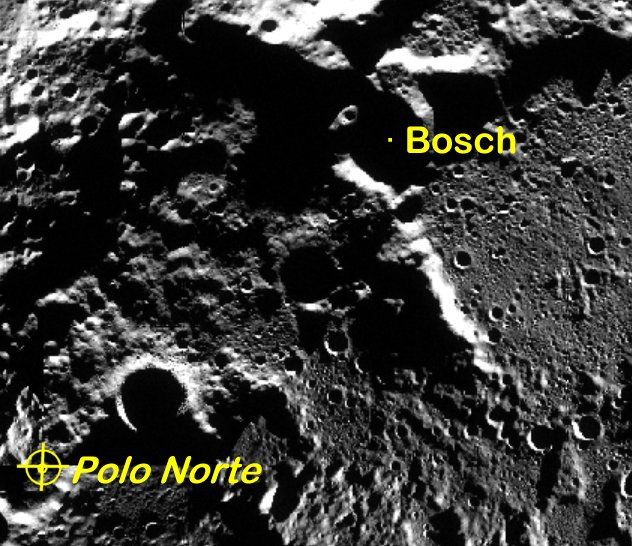
Imatge Lunar Reconnaissance Orbiter

És un element desfigurat, amb un brocal afectat pels impactes que l'envolten. Presenta un perfil angulós, amb una sèrie d'esquerdes que interrompen el seu contorn.
El cràter va rebre el seu nom juntament amb altres 18 cràters el 22 de gener de 2009 per decisió de la UAI. Va ser nomenat en memòria del químic alemany Carl Bosch (1874-1940), guanyador del Premi Nobel en 1931.